# تک‌گروه C-M217
تک‌گروه C-M217 یا C2 و C3 یک تک‌گروه کروموزوم Y در گروه‌های انسانی است. این تک‌گروه توزیع گسترده ای در سراسر آسیا دارد، علاوه بر آن در اقیانوسیه، بومیان آمریکا و تا حدودی در اروپا نیز وجود دارد.

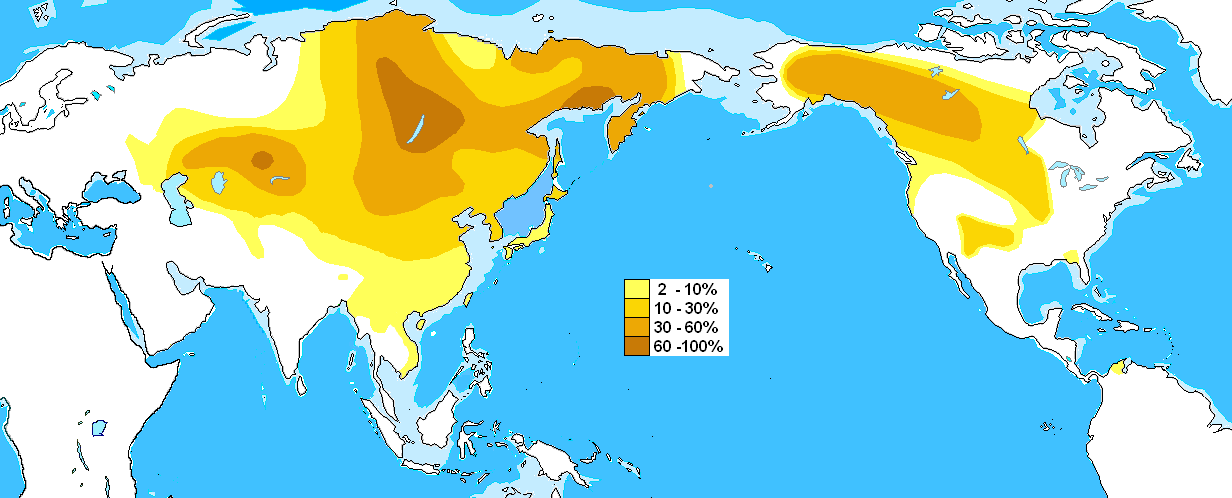
گسترش تک‌گروه سی۳

این تک‌گروه در در مناطق جغرافیایی مختلفی از جمله بومیان استرالیا ۶۵٫۷۴٪، پلینزی ۴۰٫۵۲٪، شمال شرقی چین ۴۴٫۰۰٪، مغولستان، ۵۲٫۱۷٪ سین کیانگ در شمال غربی چین ۷۵٫۴۷٪، و شمال شرقی سیبری ۳۷٫۴۱٪ گسترش دارد. این تک‌گروه در آفریقا رواج ندارد. شواهد باستان‌شناسی نشان می‌دهد که مبدا این تک‌گروه مهاجرت انسان از طریق آفریقا به شبه‌قاره هند و سپس از هند به جنوب شرقی آسیا بوده است.